# Francisco Ferreira
Francisco Ferreira, anche conosciuto come Xico o Chico Ferreira (Guimarães, 23 agosto 1919 – Lisbona, 14 febbraio 1986), è stato un calciatore portoghese, di ruolo centrocampista.

## Carriera

### Club
La sua carriera da professionista ebbe inizio nel 1936, a 17 anni, quando fu ingaggiato dal Porto, squadra nella quale giocò fino al 1938, anno in cui passò al Benfica. Il suo trasferimento fu dettato soprattutto da un battibecco con la dirigenza del Porto: Ferreira chiese infatti un aumento di stipendio ai suoi dirigenti che rifiutarono categoricamente, dicendogli le seguenti parole: «O senhor ou assina a ficha ou põe-se na rua, porque não queremos malandros cá dentro a pedirem dinheiro» (in italiano: «O firmi il contratto o vai via, non vogliamo canaglie che chiedono soldi»).
Nel 1943 fu nominato capitano della squadra.
Nella sua carriera ha vinto cinque campionati portoghesi (quattro col Benfica ed uno col Porto) e sei Coppe di Portogallo.
La squadra del Grande Torino, di ritorno da una amichevole a Lisbona, giocata in suo onore, perì nella Tragedia di Superga.

### Nazionale
Ha giocato 25 partite con la maglia del suo paese, esordendo nella sconfitta 3-2 contro la Francia il 28 gennaio 1940. Giocò la sua ultima partita il 17 giugno 1951 in un pareggio contro il Belgio.

## Palmarès

### Club

#### Competizioni nazionali
- Campionato portoghese: 5

FC Porto: 1938-1939
Benfica: 1941-1942, 1942-1943, 1944-1945, 1949-1950.
- Taça de Portugal: 6

Benfica: 1939-1940, 1942-1943, 1943-1944, 1948-1949, 1950-1951, 1951-1952